# Elgiva de Wessex
Elgiva de Wessex (muerta en 991) fue esposa del rey Edwy el Bello, de quien era prima en tercer grado, con el que se casó en el invierno del año 956. Bisnieta del rey Etelredo I de Wessex, se sabe que su madre se llamó Ethelgiva. 
Su matrimonio fue anulado por el Papa a causa del grado de parentesco que había entre ambos.
Murió en Gloucester, alrededor del año 991 -treinta y dos años después que Edwy-, siendo sepultada en la catedral de Winchester.